# Michael Verhoeven
Pour les articles homonymes, voir Verhoeven.
Michael Verhoeven est un réalisateur allemand né le 13 juillet 1938 à Berlin et mort le 22 avril 2024. Il est le fils du cinéaste allemand Paul Verhoeven (1901-1975), à ne pas confondre avec le réalisateur néerlandais Paul Verhoeven (né en 1938).
Il est élu membre de l'Académie des arts de Berlin en 1994.

## Filmographie sélective

### Acteur
- 1954 : La Classe volante (Das fliegende Klassenzimmer) de Kurt Hoffmann
- 1955 : Marianne de Julien Duvivier
- 1955 : Le Roman d'un jongleur (Griff nach den Sternen) de Carl-Heinz Schroth (de)
- 1958 : Le Despote (de) (Der Pauker) d'Axel von Ambesser
- 1959 : On ne trouve pas ainsi un mari (de) (So angelt man keinen Mann) de Hans Deppe
- 1960 : Les Dépravés (de) (Der Jugendrichter) de Paul Verhoeven
- 1960 : Les Insolents (de) (… und noch frech dazu!) de Rolf von Sydow (de)
- 1962 : Je ne peux plus me taire (de) (Ich kann nicht länger schweigen) de Wolfgang Bellenbaum (de)
- 1962 : Obsession (Wenn beide schuldig werden) de Hermann Leitner
- 1963 : La Maison de Montevideo (de) (Das Haus in Montevideo) de Helmut Käutner
- 1963 : Jack et Jenny (de) (Jack und Jenny) de Victor Vicas
- 1964 : Lausbubengeschichten (de) de Helmut Käutner

### Réalisateur
- 1967 : La Danse de mort (Paarungen)
- 1969 : Pornossimo (de) (Engelchen macht weiter – hoppe, hoppe Reiter)
- 1970 : Tische (court métrage)
- 1970 : Der Bettenstudent oder: Was mach’ ich mit den Mädchen? (de)
- 1970 : O.K.
- 1971 : Bonbons (court métrage)
- 1971 : Comment punir les maris infidèles (en) (Wer im Glashaus liebt... der Graben)
- 1976 : La Dot (de) (MitGift)
- 1977 : Gefundenes Fressen (de)
- 1980 : Sonntagskinder
- 1982 : La Rose blanche (Die weiße Rose)
- 1986 : Killing Cars
- 1990 : Das schreckliche Mädchen
- 1995 : Mutters Courage (de)
- 2006 : Der unbekannte Soldat (documentaire)
- 2008 : Menschliches Versagen (documentaire)
- 2014 : Le Bébé et le Clochard (Glückskind) (téléfilm)
- 2014 : Let’s go! (de) (téléfilm)

### Producteur
- 2016 : Willkommen bei den Hartmanns de Simon Verhoeven